# Killing Machine
Killing Machine (Amerikaanse titel: Hell Bent For Leather) is het vijfde studioalbum van de Britse heavymetalband Judas Priest, uitgebracht in 1978. Het album is commerciëler dan alles wat ze hiervoor hadden gedaan; de nummers zijn korter en het klinkt meer als hardrock dan metal. Het album had vooral invloed op de kledingstijl in het metalgenre; Judas Priest begon (na de uitgave van dit album) leren kleding te dragen tijdens hun concerten, wat door veel metalbands werd overgenomen en kenmerkend werd voor het metalgenre. Het nummer Hell Bent For Leather heeft een vaste plek in de live setlist van de band, en bij dat nummer komt Rob Halford met een Harley-Davidsonmotor het podium op rijden. Bands als Manowar namen dit over en het werd ook kenmerkend voor het metalgenre.

## Tracklisting
1. "Delivering The Goods" (K.K. Downing, Rob Halford, Glenn Tipton) – 4:16
2. "Rock Forever" (Downing, Halford, Tipton) – 3:16
3. "Evening Star" (Halford, Tipton) – 4:06
4. "Hell Bent For Leather" (Tipton) – 2:41
5. "Take On The World" (Halford, Tipton) – 3:00
6. "Burnin' Up" (Downing, Tipton) – 4:07
7. "The Green Manalishi (With the Two Prong Crown)" (Peter Green) – 3:23
8. "Killing Machine" (Tipton) – 3:01
9. "Running Wild" (Tipton) – 2:58
10. "Before The Dawn" (Downing, Halford, Tipton) – 3:23
11. "Evil Fantasies" (Downing, Halford, Tipton) – 4:15

### Bonustracks 2001
1. "Fight For Your Life" (Downing, Halford, Tipton) – 4:06
2. "Riding on the Wind" (Live) (Downing, Halford, Tipton) – 3:16